# Final de la Liga de Campeones de la UEFA 2004-05
La final de la Liga de Campeones de la UEFA 2004-05 conocida también con el nombre de El Milagro de Estambul, se disputó el día 25 de mayo de 2005 en el Estadio Olímpico Atatürk de Estambul, Turquía. Fue la 50ª edición de la final y los equipos que la disputaron fueron el Milan y el Liverpool con resultado de 3-3 en el tiempo reglamentario y 3-2 en la definición por penales para los ingleses, que lograron su quinta Liga de Campeones de Europa.

## Camino a la final
| Equipo              | Pts. | PJ | PG | PE | PP | GF | GC | Dif. |
| ------------------- | ---- | -- | -- | -- | -- | -- | -- | ---- |
| 1. Milan            | 13   | 6  | 4  | 1  | 1  | 10 | 3  | +7   |
| 2. Barcelona        | 10   | 6  | 3  | 1  | 2  | 9  | 6  | +3   |
| 3. Shakhtar Donetsk | 6    | 6  | 2  | 0  | 4  | 5  | 9  | -4   |
| 4. Celtic           | 5    | 6  | 1  | 2  | 3  | 4  | 10 | -7   |

| Equipo               | Pts. | PJ | PG | PE | PP | GF | GC | Dif. |
| -------------------- | ---- | -- | -- | -- | -- | -- | -- | ---- |
| 1. Mónaco            | 12   | 6  | 4  | 0  | 2  | 10 | 4  | +6   |
| 2. Liverpool         | 10   | 6  | 3  | 1  | 2  | 6  | 3  | +3   |
| 3. Olympiacos        | 10   | 6  | 3  | 1  | 2  | 5  | 5  | 0    |
| 4. Dep. de La Coruña | 2    | 6  | 0  | 2  | 4  | 0  | 9  | -9   |

## Trayectoria de los equipos finalistas

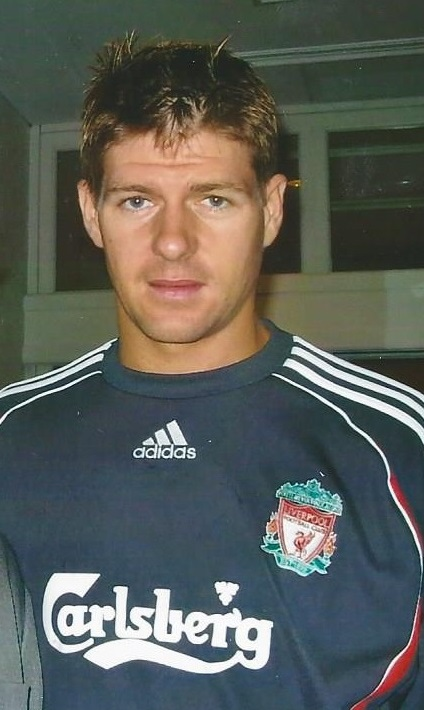
Steven Gerrard en 2006.

### Liverpool
El Liverpool comenzó su andadura en la Liga de Campeones desde la tercera ronda previa frente al Grazer AK austríaco. Los dos goles de Steven Gerrard a domicilio hicieron que la derrota en Anfield Road fuera un mal menor. En la liguilla, los Reds entraron el Grupo A junto a Mónaco, Olympiacos y Deportivo de La Coruña, y lograron la clasificación in extremis al derrotar al conjunto heleno por 3-1 en Anfield. En octavos de final, el equipo inglés humilló al Bayer Leverkusen derrotándolo en ambos partidos por resultado idéntico (3-1).
En cuartos los de Benítez se enfrentaron a la Juventus. En el partido de ida, disputado en Anfield, un gol de Fabio Cannavaro dejó abierta la eliminatoria tras los tantos iniciales de Sami Hyypiä y Luis García. Los Reds supieron aguantar el 0-0 en Turín consiguiendo llevarse la eliminatoria. En semifinales, el Liverpool se cruzó con el Chelsea de José Mourinho. El derbi inglés finalizó en Londres sin que ningún gol subiera al marcador; en la vuelta, un solitario gol de Luis García no exento de polémica, sirvió para que el conjunto red pasase a la final.

### Milan
El Milan empezó directamente en la fase de grupos, en el Grupo F, junto a Shakhtar Donetsk, Celtic de Glasgow y FC Barcelona. El equipo lombardo terminó la liguilla como primero de grupo con una sola derrota en el Camp Nou. En octavos, el Milan venció al Manchester United imponiéndose por 1-0 tanto en Italia como en Mánchester, gracias a dos goles del argentino Hernán Crespo.
La eliminatoria de cuartos, disputada con sus vecinos del Internazionale quedó empañada por la violencia cuando el partido de vuelta se suspendió tras recibir el guardameta Dida el impacto de una bengala con 0-1 en el marcador, merced al gol marcado del delantero milanista Andriy Shevchenko; por decisión de la UEFA el resultado se quedó en 0-3. Anteriormente, los rossoneros se impusieron en la ida con sendos goles del ucraniano y de Jaap Stam
. Ya en semifinales, el Milan se enfrentó al sorprendente PSV Eindhoven neerlandés, venciéndolo en la ida por 2-0 con goles de Shevchenko y Tomasson; en la vuelta, los holandeses estuvieron a punto de sorprender al equipo de Carlo Ancelotti con los goles del coreano Park y Phillip Cocu. Ambrosini evitó la remontada con un gol en el descuento, haciendo inútil el postrero tanto de Cocu y llevando al equipo italiano a la final.

## Partido
La final se disputó en el estadio Atatürk de Estambul, sede de la Selección turca de fútbol, y fue arbitrada por el español Manuel Mejuto González. El partido enfrentaba a dos de los más poderosos equipos de Europa, y los pronósticos situaban como favorito al Milan, por su mayor experiencia en finales europeas y por su mejor rendimiento a lo largo de todo el campeonato.
El Liverpool, dirigido por Rafael Benítez, presentaba en su alineación a un conjunto sólido liderado por Steven Gerrard, que dirigía el centro del campo Red junto al español Xabi Alonso; en ataque Luis García, quien había sido decisivo en toda la competición escorado a la derecha y el checo Milan Baroš en punta, acompañado por el australiano Harry Kewell, además del noruego Riise por la izquierda. La defensa sólida y con experiencia, con el irlandés Finnan, el finlandés Sami Hyypiä, Jamie Carragher y el malí Djimi Traoré. El Milan por su parte, dirigido por Carlo Ancelotti, depositaba la principal base de su confianza en una letal pareja atacante, Shevchenko-Hernán Crespo, con un trabajo intensivo en el centro del campo con Andrea Pirlo, Clarence Seedorf, Gennaro Gattuso y la gran estrella del equipo, Kaká. El eterno Paolo Maldini capitaneaba el equipo, 16 años después de disputar su primera final.
El conjunto Red salió dormido al terreno de juego, circunstancia aprovechada por Paolo Maldini para marcar el primer gol sin ni siquiera haber transcurrido un minuto de juego, siendo el gol más rápido de la historia de la competición y para furia del portero Red, Jerzy Dudek. El conjunto rossoneri dominó con claridad el partido y en el minuto 39 Hernán Crespo hizo el 0-2 en un gol en el que Dudek apenas pudo hacer nada. El argentino situó el 0-3 antes del descanso, dejando la final casi sentenciada para su equipo, y con los Reds marchándose al vestuario sin ni siquiera mostrar signos de reacción. En la segunda parte el Liverpool sufrió una total transformación y el capitán Steven Gerrard inició la remontada tras centro de Riise. Smicer marcó el 2-3 de un tremendo disparo, y tras un derribo de Gerrard en el área milanista, Mejuto González señaló un penal que Xabi Alonso lanzó aprovechando el rechace de Dida para establecer el empate a tres. Antes del final, Djimi Traoré despejó un tiro de Andriy Shevchenko casi a puerta vacía y Dudek hizo dos paradas milagrosas deteniendo sendos tiros del delantero ucraniano a portería vacía poco antes de la conclusión del partido.
En la prórroga ningún equipo se logró imponer y se llegó inevitablemente a la lotería de los penaltis, a la cual el Liverpool llegó con la moral por las nubes tras lograr lo que parecía un milagro. Los fallos de Serginho y Andrea Pirlo pusieron al Liverpool con una ventaja de dos goles, recortada con el lanzamiento que Dida detuvo al noruego John Arne Riise, devolviendo así la esperanza al conjunto milanista. Finalmente Dudek detuvo el lanzamiento de Shevchenko, dando al Liverpool la quinta Copa de Europa de su historia, dos años después de que el ucraniano hiciese campeón a los milanistas convirtiendo entonces el último penalti de la tanda.
| 1     | POR   | Dida              |      |
| 2     | DEF   | Cafú              |      |
| 31    | DEF   | Jaap Stam         |      |
| 13    | DEF   | Alessandro Nesta  |      |
| 3     | DEF   | Paolo Maldini     |      |
| 21    | MED   | Andrea Pirlo      |      |
| 8     | MED   | Gennaro Gattuso   | 112' |
| 20    | MED   | Clarence Seedorf  | 86'  |
| 22    | MED   | Kaká              |      |
| 7     | DEL   | Andriy Shevchenko |      |
| 11    | DEL   | Hernán Crespo     | 85'  |
| D. T. | D. T. | Carlo Ancelotti   |      |

| 1     | POR   | Jerzy Dudek     |     |
| 3     | DEF   | Steve Finnan    | 46' |
| 23    | DEF   | Jamie Carragher |     |
| 4     | DEF   | Sami Hyypiä     |     |
| 21    | DEF   | Djimi Traoré    |     |
| 14    | MED   | Xabi Alonso     |     |
| 10    | MED   | Luis García     |     |
| 8     | MED   | Steven Gerrard  |     |
| 6     | MED   | John Arne Riise |     |
| 7     | DEL   | Harry Kewell    | 23' |
| 5     | DEL   | Milan Baroš     | 85' |
| D. T. | D. T. | Rafael Benítez  |     |

| 15 | Delantero      | Jon Dahl Tomasson | 85'  |
| 27 | Centrocampista | Serginho          | 86'  |
| 10 | Centrocampista | Rui Costa         | 112' |

| 11 | Centrocampista | Vladimír Šmicer | 23' |
| 16 | Centrocampista | Dietmar Hamann  | 46' |
| 9  | Delantero      | Djibril Cissé   | 85' |

| 1' · 39' · 44' | Paolo Maldini Hernán Crespo | 1:0 2:0 3:0 |

| 54' · 56' · 60' | Steven Gerrard Vladimír Šmicer Xabi Alonso | 3:1 3:2 3:3 |

| No · No · Sí · Sí · No | Serginho Andrea Pirlo Jon Dahl Tomasson Kaká Andriy Shevchenko | 0:0 0:1 1:2 2:2 2:3 |

| Sí · Sí · No · Sí | Dietmar Hamann Djibril Cissé John Arne Riise Vladimir Šmicer | 0:1 0:2 1:2 2:3 |

| 75' · 81' | Jamie Carragher Milan Baroš |

| Principal  | Manuel Mejuto González |
| Asistentes | Clemente Plou          |
|            | Óscar Samaniego        |
| Cuarto     | Arturo Dauden Ibáñez   |

|                    |     |     |
| Tiros              | 22  | 15  |
| Tiros a puerta     | 10  | 7   |
| Faltas             | 16  | 23  |
| Saques de esquina  | 10  | 4   |
| Fueras de juego    | 7   | 5   |
| Posesión del balón | 55% | 45% |

| Alineación inicial |

| 1     | POR   | Dida              |      |
| 2     | DEF   | Cafú              |      |
| 31    | DEF   | Jaap Stam         |      |
| 13    | DEF   | Alessandro Nesta  |      |
| 3     | DEF   | Paolo Maldini     |      |
| 21    | MED   | Andrea Pirlo      |      |
| 8     | MED   | Gennaro Gattuso   | 112' |
| 20    | MED   | Clarence Seedorf  | 86'  |
| 22    | MED   | Kaká              |      |
| 7     | DEL   | Andriy Shevchenko |      |
| 11    | DEL   | Hernán Crespo     | 85'  |
| D. T. | D. T. | Carlo Ancelotti   |      |

| 1     | POR   | Jerzy Dudek     |     |
| 3     | DEF   | Steve Finnan    | 46' |
| 23    | DEF   | Jamie Carragher |     |
| 4     | DEF   | Sami Hyypiä     |     |
| 21    | DEF   | Djimi Traoré    |     |
| 14    | MED   | Xabi Alonso     |     |
| 10    | MED   | Luis García     |     |
| 8     | MED   | Steven Gerrard  |     |
| 6     | MED   | John Arne Riise |     |
| 7     | DEL   | Harry Kewell    | 23' |
| 5     | DEL   | Milan Baroš     | 85' |
| D. T. | D. T. | Rafael Benítez  |     |

| 15 | Delantero      | Jon Dahl Tomasson | 85'  |
| 27 | Centrocampista | Serginho          | 86'  |
| 10 | Centrocampista | Rui Costa         | 112' |

| 11 | Centrocampista | Vladimír Šmicer | 23' |
| 16 | Centrocampista | Dietmar Hamann  | 46' |
| 9  | Delantero      | Djibril Cissé   | 85' |

| 1' · 39' · 44' | Paolo Maldini Hernán Crespo | 1:0 2:0 3:0 |

| 54' · 56' · 60' | Steven Gerrard Vladimír Šmicer Xabi Alonso | 3:1 3:2 3:3 |

| No · No · Sí · Sí · No | Serginho Andrea Pirlo Jon Dahl Tomasson Kaká Andriy Shevchenko | 0:0 0:1 1:2 2:2 2:3 |

| Sí · Sí · No · Sí | Dietmar Hamann Djibril Cissé John Arne Riise Vladimir Šmicer | 0:1 0:2 1:2 2:3 |

| 75' · 81' | Jamie Carragher Milan Baroš |

| Principal  | Manuel Mejuto González |
| Asistentes | Clemente Plou          |
|            | Óscar Samaniego        |
| Cuarto     | Arturo Dauden Ibáñez   |

|                    |     |     |
| Tiros              | 22  | 15  |
| Tiros a puerta     | 10  | 7   |
| Faltas             | 16  | 23  |
| Saques de esquina  | 10  | 4   |
| Fueras de juego    | 7   | 5   |
| Posesión del balón | 55% | 45% |

| Alineación inicial |

| 1     | POR   | Dida              |      |
| 2     | DEF   | Cafú              |      |
| 31    | DEF   | Jaap Stam         |      |
| 13    | DEF   | Alessandro Nesta  |      |
| 3     | DEF   | Paolo Maldini     |      |
| 21    | MED   | Andrea Pirlo      |      |
| 8     | MED   | Gennaro Gattuso   | 112' |
| 20    | MED   | Clarence Seedorf  | 86'  |
| 22    | MED   | Kaká              |      |
| 7     | DEL   | Andriy Shevchenko |      |
| 11    | DEL   | Hernán Crespo     | 85'  |
| D. T. | D. T. | Carlo Ancelotti   |      |

| 1     | POR   | Jerzy Dudek     |     |
| 3     | DEF   | Steve Finnan    | 46' |
| 23    | DEF   | Jamie Carragher |     |
| 4     | DEF   | Sami Hyypiä     |     |
| 21    | DEF   | Djimi Traoré    |     |
| 14    | MED   | Xabi Alonso     |     |
| 10    | MED   | Luis García     |     |
| 8     | MED   | Steven Gerrard  |     |
| 6     | MED   | John Arne Riise |     |
| 7     | DEL   | Harry Kewell    | 23' |
| 5     | DEL   | Milan Baroš     | 85' |
| D. T. | D. T. | Rafael Benítez  |     |

| 15 | Delantero      | Jon Dahl Tomasson | 85'  |
| 27 | Centrocampista | Serginho          | 86'  |
| 10 | Centrocampista | Rui Costa         | 112' |

| 11 | Centrocampista | Vladimír Šmicer | 23' |
| 16 | Centrocampista | Dietmar Hamann  | 46' |
| 9  | Delantero      | Djibril Cissé   | 85' |

| 1' · 39' · 44' | Paolo Maldini Hernán Crespo | 1:0 2:0 3:0 |

| 54' · 56' · 60' | Steven Gerrard Vladimír Šmicer Xabi Alonso | 3:1 3:2 3:3 |

| No · No · Sí · Sí · No | Serginho Andrea Pirlo Jon Dahl Tomasson Kaká Andriy Shevchenko | 0:0 0:1 1:2 2:2 2:3 |

| Sí · Sí · No · Sí | Dietmar Hamann Djibril Cissé John Arne Riise Vladimir Šmicer | 0:1 0:2 1:2 2:3 |

| 75' · 81' | Jamie Carragher Milan Baroš |

| Principal  | Manuel Mejuto González |
| Asistentes | Clemente Plou          |
|            | Óscar Samaniego        |
| Cuarto     | Arturo Dauden Ibáñez   |

|                    |     |     |
| Tiros              | 22  | 15  |
| Tiros a puerta     | 10  | 7   |
| Faltas             | 16  | 23  |
| Saques de esquina  | 10  | 4   |
| Fueras de juego    | 7   | 5   |
| Posesión del balón | 55% | 45% |

| Alineación inicial |

| 1     | POR   | Dida              |      |
| 2     | DEF   | Cafú              |      |
| 31    | DEF   | Jaap Stam         |      |
| 13    | DEF   | Alessandro Nesta  |      |
| 3     | DEF   | Paolo Maldini     |      |
| 21    | MED   | Andrea Pirlo      |      |
| 8     | MED   | Gennaro Gattuso   | 112' |
| 20    | MED   | Clarence Seedorf  | 86'  |
| 22    | MED   | Kaká              |      |
| 7     | DEL   | Andriy Shevchenko |      |
| 11    | DEL   | Hernán Crespo     | 85'  |
| D. T. | D. T. | Carlo Ancelotti   |      |

| 1     | POR   | Jerzy Dudek     |     |
| 3     | DEF   | Steve Finnan    | 46' |
| 23    | DEF   | Jamie Carragher |     |
| 4     | DEF   | Sami Hyypiä     |     |
| 21    | DEF   | Djimi Traoré    |     |
| 14    | MED   | Xabi Alonso     |     |
| 10    | MED   | Luis García     |     |
| 8     | MED   | Steven Gerrard  |     |
| 6     | MED   | John Arne Riise |     |
| 7     | DEL   | Harry Kewell    | 23' |
| 5     | DEL   | Milan Baroš     | 85' |
| D. T. | D. T. | Rafael Benítez  |     |

| 15 | Delantero      | Jon Dahl Tomasson | 85'  |
| 27 | Centrocampista | Serginho          | 86'  |
| 10 | Centrocampista | Rui Costa         | 112' |

| 11 | Centrocampista | Vladimír Šmicer | 23' |
| 16 | Centrocampista | Dietmar Hamann  | 46' |
| 9  | Delantero      | Djibril Cissé   | 85' |

| 1' · 39' · 44' | Paolo Maldini Hernán Crespo | 1:0 2:0 3:0 |

| 54' · 56' · 60' | Steven Gerrard Vladimír Šmicer Xabi Alonso | 3:1 3:2 3:3 |

| No · No · Sí · Sí · No | Serginho Andrea Pirlo Jon Dahl Tomasson Kaká Andriy Shevchenko | 0:0 0:1 1:2 2:2 2:3 |

| Sí · Sí · No · Sí | Dietmar Hamann Djibril Cissé John Arne Riise Vladimir Šmicer | 0:1 0:2 1:2 2:3 |

| 75' · 81' | Jamie Carragher Milan Baroš |

| Principal  | Manuel Mejuto González |
| Asistentes | Clemente Plou          |
|            | Óscar Samaniego        |
| Cuarto     | Arturo Dauden Ibáñez   |

|                    |     |     |
| Tiros              | 22  | 15  |
| Tiros a puerta     | 10  | 7   |
| Faltas             | 16  | 23  |
| Saques de esquina  | 10  | 4   |
| Fueras de juego    | 7   | 5   |
| Posesión del balón | 55% | 45% |

| Alineación inicial |

|                   |
| Inglaterra        |
| Campeón Liverpool |
| 5.to Título       |